# WIN350
WIN350 était une rame prototype Shinkansen exploitée par la JR West au Japon. Son nom est l'acronyme de « West Japan's Innovation for operation at 350 km/h » (Innovation de la JR West pour une vitesse commerciale de 350 km/h).

## Caractéristiques générales
La rame WIN350 permit de tester plusieurs solutions technologiques. Les faces avant de la rame étaient légèrement différentes : l'une d'elles comportait une cabine de pilotage proéminente qui inspirera le design du Shinkansen 500.
Les pantographes étaient carénés afin de réduire le bruit à ce niveau. Cette solution se retrouvera aussi sur le Shinkansen 500, dans une version plus légère.

## Historique
La rame WIN3500 a été livrée en avril 1992 et commença ses essais sur la ligne Shinkansen Sanyō.
Le 6 août 1992, la rame atteignit la vitesse de 345,8 km/h, s'emparant alors du record de vitesse sur rail au Japon. Deux jours plus tard, le record fut porté à 350,4 km/h. Ce record fut battu 2 mois plus tard par la rame prototype STAR21.
La rame a été réformée en mai 1996. La première voiture d'extrémité est préservée à Maibara et l'autre au dépôt Shinkansen de Hakata.

## Photos

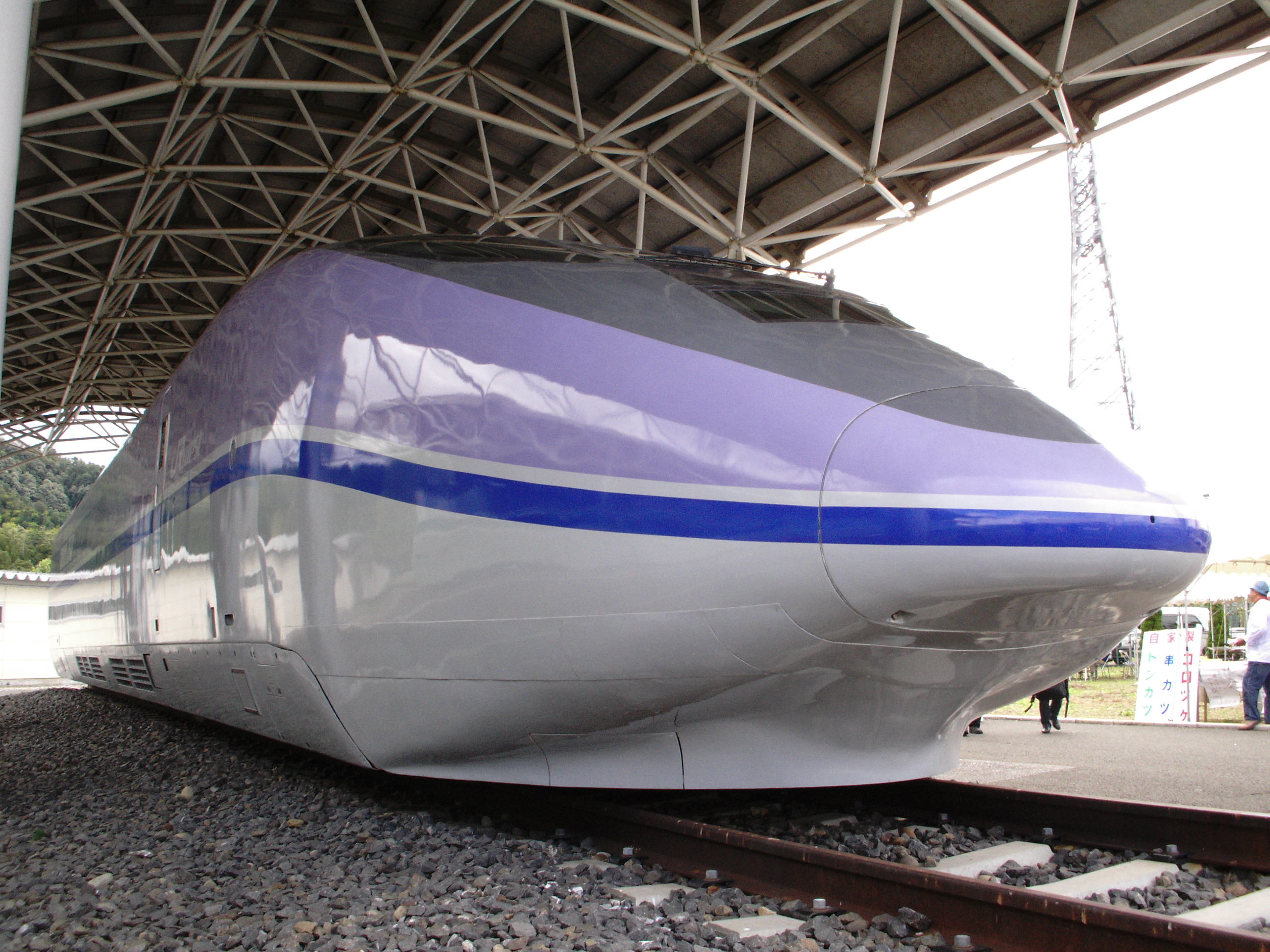
Face avant de la première voiture d'extrémité
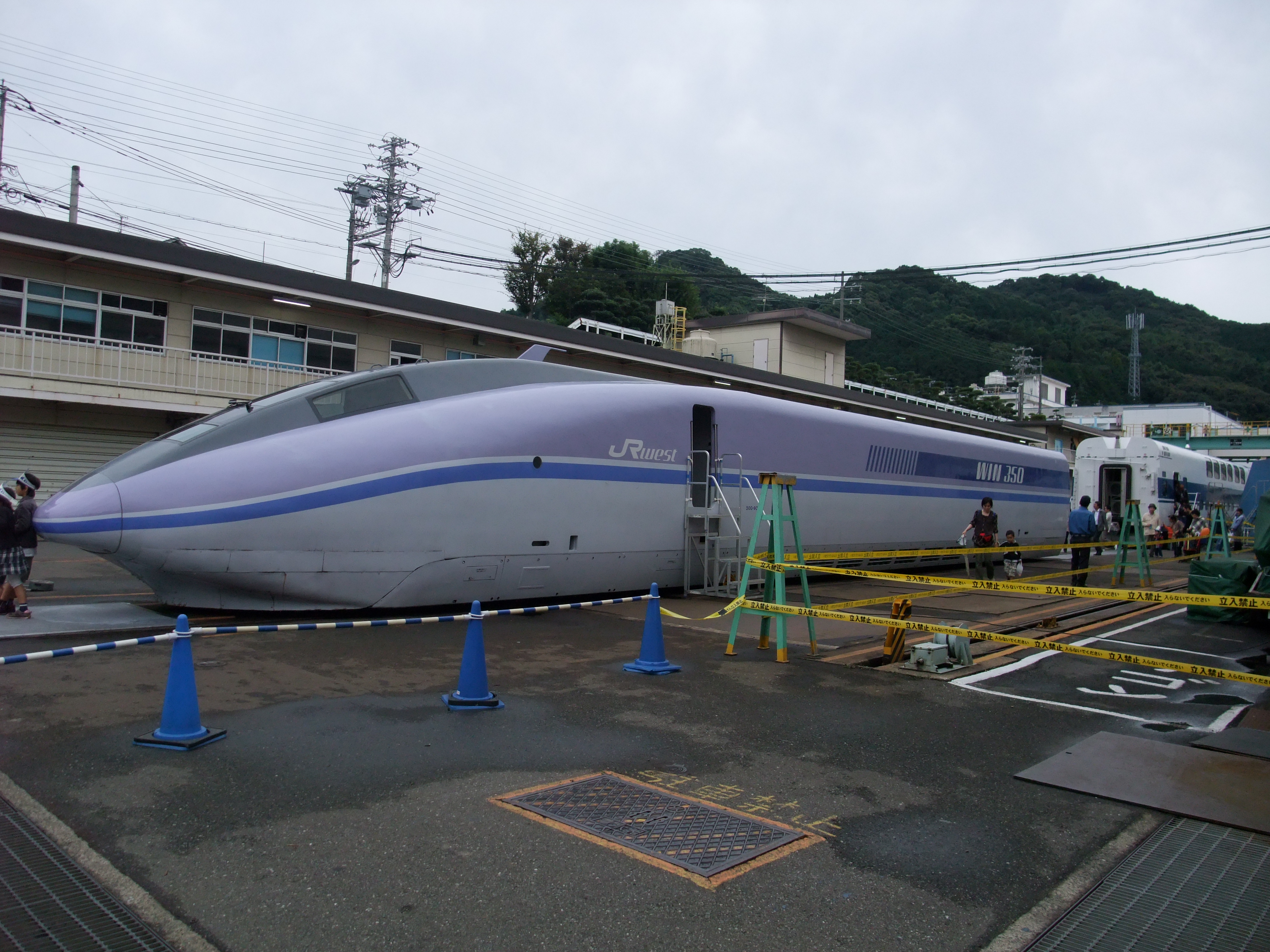
Seconde voiture d'extrémité
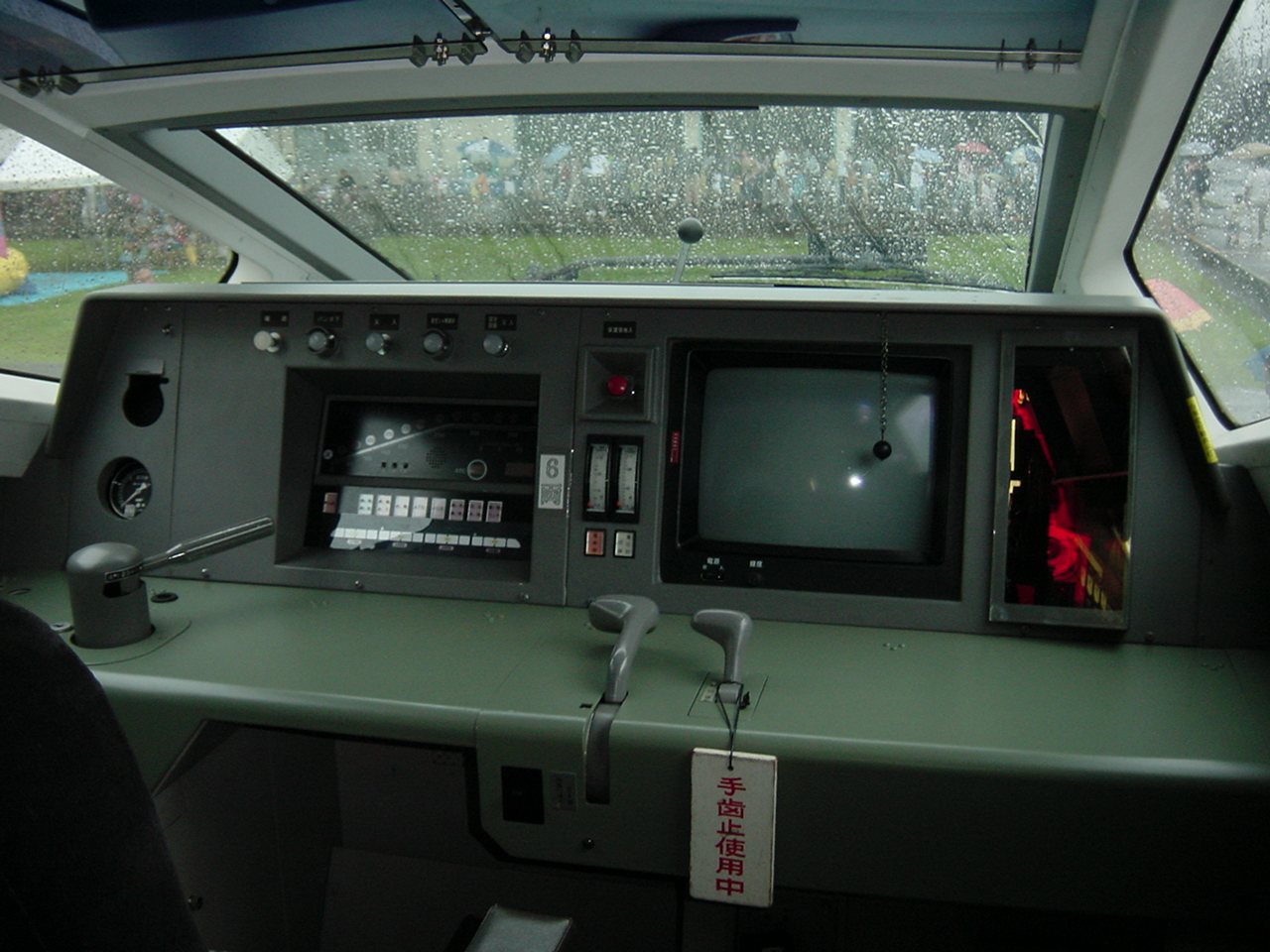
Cabine du WIN350